# Ciudad Real
Ciudad Real és una ciutat espanyola, capital de la província homònima, que es troba a Castella-la Manxa.
A la localitat hi viuen 69.063 habitants (2005), a 628 metres sobre el nivell de la mar. El seu terme municipal té una extensió de 285 km², on es troben 4 nuclis de població principals: Ciudad Real, Las Casas, Valverde i La Poblachuela. Es troba a uns 200 km al sud de Madrid, ciutat amb què té una bona connexió ferroviària mitjançant l'AVE.
Fou fundada per Alfons X de Castella amb el nom de Villa Real a l'emplaçament anomenat Pozo Seco de Don Gil, on es conserven vestigis històrics.
Al seu terme municipal, a pocs quilòmetres de la ciutat, es troba el turó d'Alarcos, d'important valor arqueològic per la seva ermita i el castell medievals, i escenari de la batalla del mateix nom, on les tropes cristianes foren derrotades pels almohades.
La seva economia es basa en els serveis, la caça i alguna indústria relacionada amb la ramaderia i el vi. La seva gastronomia principal és el pisto manchego (una mena de samfaina), la caldereta, el tiznao, l'asadillo, les flores, la bizcochá i l'arrope. Les seves festes majors són els dies 31 de juliol, la Pandorga, i el 15 d'agost, diada de la Virgen del Prado, patrona de la ciutat.

## Administració
| Període      | Nom de l'alcalde/-essa                                                             | Partit polític      | Data de possessió |
| ------------ | ---------------------------------------------------------------------------------- | ------------------- | ----------------- |
| 1979 - 1983  | Lorenzo Selas Céspedes                                                             | UCD                 | 19/04/1979        |
| 1983 - 1987  | Lorenzo Selas Céspedes                                                             | UCD                 | 28/05/1983        |
| 1987 - 1991  | Lorenzo Selas Céspedes                                                             | Independents + PSOE | 30/06/1987        |
| 1991 - 1995  | Lorenzo Selas Céspedes (1991-1993) Nicolás Clavero Romero (1993-1995, substitució) | PSOE                | 15/06/1991        |
| 1995 - 1999  | Francisco Gil-Ortega Rincón                                                        | PP                  | 17/06/1995        |
| 1999 - 2003  | Francisco Gil-Ortega Rincón                                                        | PP                  | 03/07/1999        |
| 2003 - 2007  | Francisco Gil-Ortega Rincón                                                        | PP                  | 14/06/2003        |
| 2007 - 2011  | Rosa Romero Sánchez                                                                | PP                  | 16/06/2007        |
| 2011 - 2015  | Rosa Romero Sánchez                                                                | PP                  | 11/06/2011        |
| 2015 - 2019  | Pilar Zamora Bastante                                                              | PSOE                | 13/06/2015        |
| 2019 - 2023  | Pilar Zamora Bastante                                                              | PSOE                | 15/06/2019        |
| Des del 2023 | n/d                                                                                | n/d                 | 17/06/2023        |

## Personatges il·lustres
- Hernán Pérez del Pulgar, militar, Conqueridor de Granada.
- Ángel Andrade, pintor.
- Manuel López-Villaseñor y López-Cano, pintor.
- Carlos Vázquez, pintor i il·lustrador.
- Francisco Aguilera Egea, militar. Ministre de Defensa.
- José Castillejo, pedagog.
- Lorenzo Luzuriaga, pedagog.
- Juan Manuel Rozas, filòleg i crític literari.
- Manuel Marín, polític.
- Antoni Daimiel
- Félix Mejía, periodista, dramaturg i historiador.
- Ángel Crespo, poeta i crític d'art.
- Carlos Saiz Cidoncha, escriptor i historiador.
- José Villaverde Fernández, dramaturg.
- Ángela Vallvey, novel·lista.
- Manuel Adame, "el Locho", guerriller de la Guerra del Francès, després carlí.
- Fernando Camborda, advocat afrancesat, periodista i poeta.
- Emilio Calatayud, jutge de menors.
- Francisco Chaves Guzmán, escriptor.
- Carlos Lemos (actor).
- Diego de Mazariegos, fundador de Ciutat Reial de Chiapas.

## Llocs d'interès
- Museo Provincial de Ciudad Real
- Convent de la Merced